# Otto J. Scherer
Otto Josef Scherer (* 25. Dezember 1933 in Amberg; † 2. Februar 2024 in Kaiserslautern) war ein deutscher Chemiker und Professor für Anorganische Chemie an der Universität Kaiserslautern.

## Werdegang
Scherer studierte ab 1953 Eisenhüttenkunde an der RWTH Aachen und danach Chemie in Aachen und an der Ludwig-Maximilians-Universität München (LMU). Er wurde an der LMU 1962 bei Max Schmidt promoviert, folgte ihm nach Würzburg und habilitierte sich dort 1967. Er war seit 1970 ordentlicher Professor für Anorganische Chemie an der neu gegründeten Universität Kaiserslautern.
Scherer befasste sich mit metallorganischer Phosophor- und Arsenchemie, speziell Stabilisierung nackter Phosphor- und Arsenliganden in Übergangsmetallkomplexen. Außerdem untersuchte er Elementstickstoffverbindungen, insbesondere S-N- und niederkoordinierte P-N-Verbindungen.
1994 erhielt er den Alfred-Stock-Gedächtnispreis.

## Schriften
- Herausgeber mit Manfred Regitz: Multiple bonds and low coordination in phosphorus chemistry, Stuttgart, Thieme 1990
- Nackte Phosphorliganden, Chemie in unserer Zeit, Band 34, 2000, Heft 6, S. 374–381